# Ferran Solé

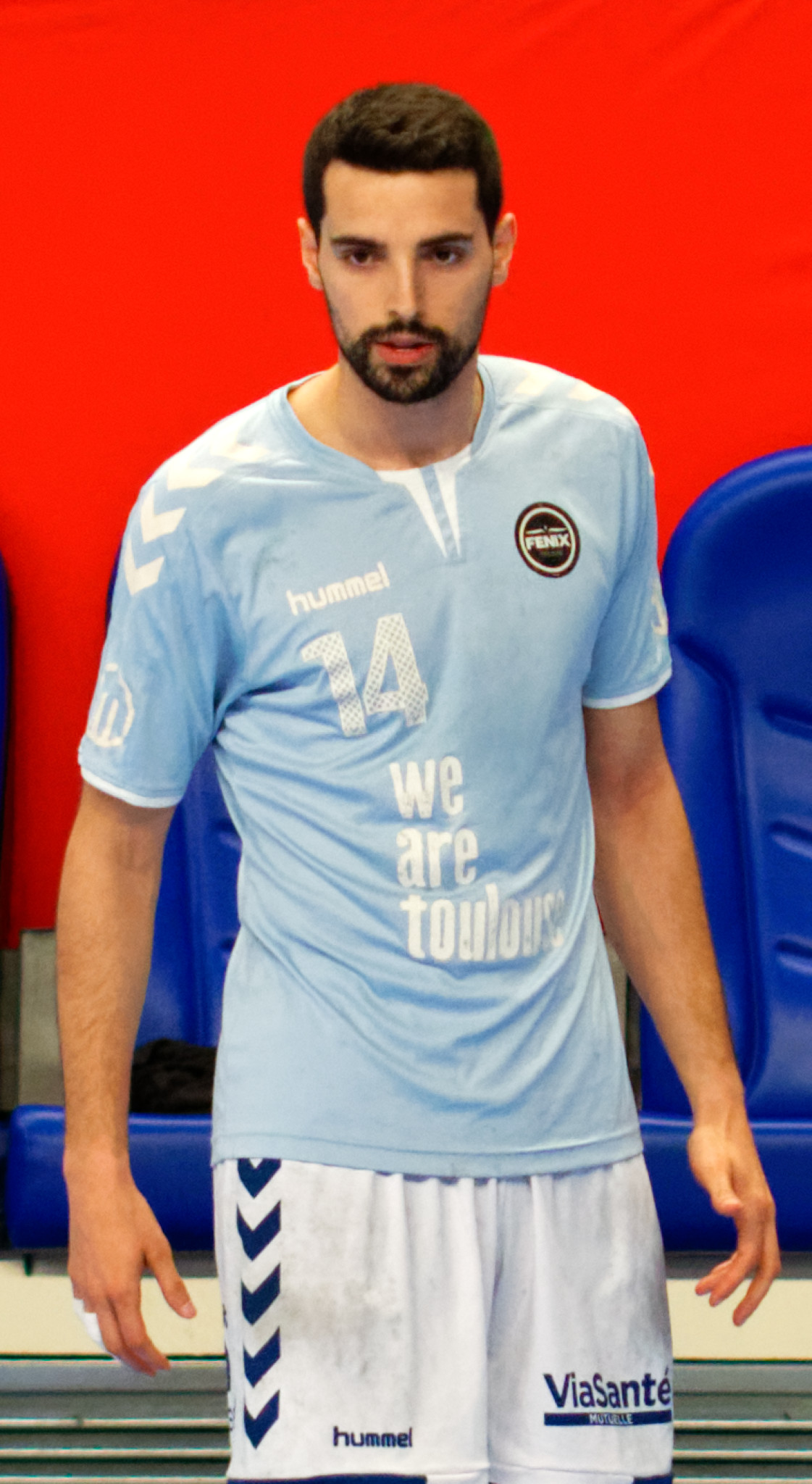
Ferran Solé i Fenix Toulouse HB, 2017.

Ferran Solé Sala, född 25 augusti 1992 i Sant Quirze del Vallès i provinsen Barcelona, är en spansk handbollsspelare (högersexa).

## Klubbar
- BM Granollers (–2016)
- Fenix Toulouse HB (2016–2020)
- Paris Saint-Germain HB (2020–)